# Islands Socialistparti
Islands Socialistparti (islandsk: Sósíalistaflokkur Íslands) er et islandsk venstrefløjsparti, der blev stiftet på arbejderbevægelsens internationale kampdag 1. maj 2017. 
Hovedmanden bag partiet er redaktøren og forfatteren Gunnar Smári Egilsson, der i forbindelse med grundlægelsen erklærede, at partiet skulle være "talerør for lønmodtagerne og alle de, der lider under fattigdom, usynlighed og magtersløshed. Islands Socialistpartis modstandere er de rige og de, der går deres ærinde".
Partiets vigtigste programpunkter er:
- "Menneskeværdige levevilkår" mht. lønninger, arbejdsløshedsunderstøttelse, pensioner, studielån mv.
- Adgang til sikre og billige boliger for alle.
- Et gratis sundhedssystem.
- Forkortelse af arbejdstiden.
- Omlægning af skattesystemet med højere beskatning af de velhavende og lavere skat for lønmodtagere.

Ifølge Gunnar Smári havde 1.400 indmeldt sig i partiet før stiftelsen. I begyndelsen af maj valgtes en midlertidig bestyrelse på et indledende møde for at forberede et såkaldt "socialistisk kongres" i efteråret 2017. Forud for kongressen nedsatte partiet fire arbejdsgrupper for hhv. sundhed, boligpolitik, sociale ydelser og demokratisering af samfundet, der bestod af tilfældigt udvalgte partimedlemmer.
Partiet afstod fra at opstille til altingsvalget i 2017, da det efter eget udsagn befandt sig i en opbygningsfase, men deltog i kommunalvalget 26. maj 2018, hvor det fik et mandat i Reykjaviks byråd. 